# Märtha
Märtha ist ein weiblicher Vorname.

## Herkunft und Bedeutung
→ Hauptartikel: Margarete
Märtha ist eine vor allem in Schweden verbreitete alternative Schreibweise des Namens Märta.

## Namensträgerinnen
- Märtha von Schweden (1901–1954), schwedische Prinzessin und Kronprinzessin von Norwegen
- Märtha Louise von Norwegen (* 1971), norwegische Prinzessin